# Rajon Schklou

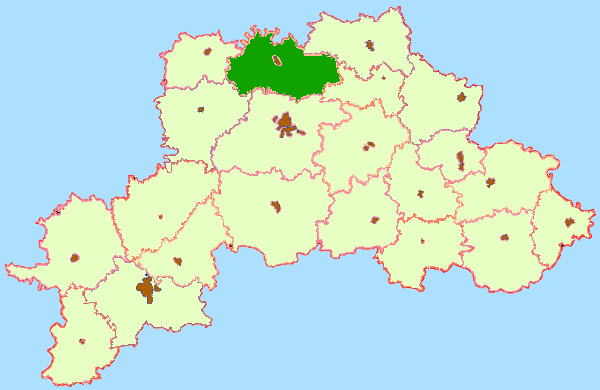
Rajon Schklou, Karte

Der Rajon Schklou (belarussisch Шклоўскі раён; russisch Шкловский район) ist eine Verwaltungseinheit in der Mahiljouskaja Woblasz in Belarus mit dem administrativen Zentrum in der Stadt Schklou. Der Rajon hat eine Fläche von 1500 km² und umfasst 241 Ortschaften.

## Geographie
Der Rajon Schklou liegt im Norden der Mahiljouskaja Woblasz. Die Nachbarrajone in der Mahiljouskaja Woblasz sind im Nordosten Horki, im Südosten Drybin, im Süden Mahiljou, im Südwesten Bjalynitschy und im Westen Kruhlaje.